# 대럴 브릿깁슨

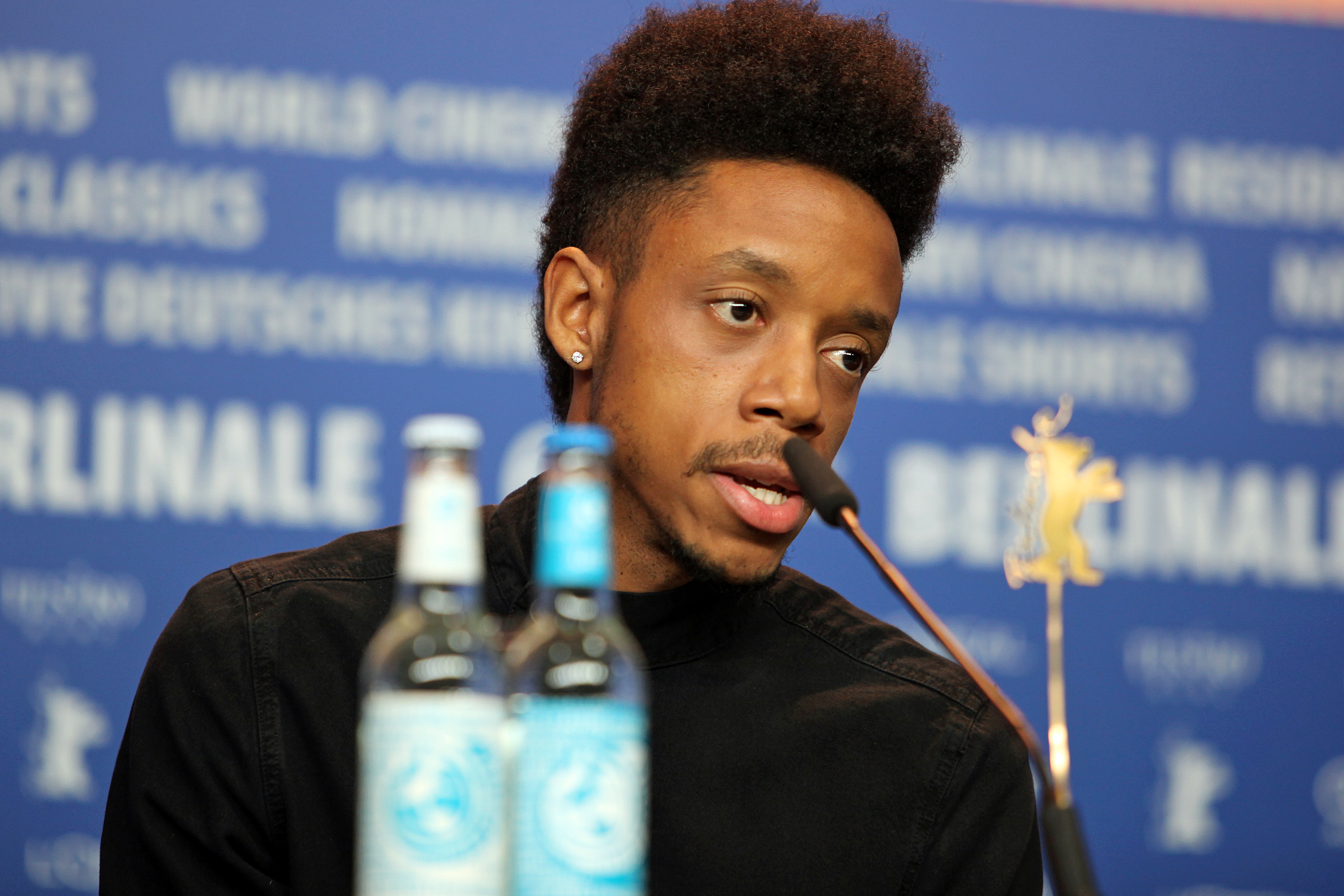

대럴 브릿깁슨(Darrell Britt-Gibson, 1985년 6월 4일 ~ )은 미국의 배우이다.
실버스프링에서 태어났다.

## 영화
- 피어 스트리트 파트 1: 1994 (2021년) - 마틴 역
- 실크 로드 (2021년) - 레이포드 역
- 유다 그리고 블랙 메시아 (2021년) - 보비 러시 역
- 저스트 머시 (2019년)
- 컬러풀 디자이어 (2018년) - 찰리 역
- 쓰리 빌보드 (2017년) - 제롬 역
- 키아누 (2016년)
- 우리의 20세기 (2016년) - 줄리안 역
- 더블유엠디: 대량살상무기 (2013년) - 남자 역